# (300093) 2006 UE244
(300093) 2006 UE244 es un asteroide perteneciente al cinturón de asteroides, descubierto el 27 de octubre de 2006 por el equipo del Mount Lemmon Survey desde el Observatorio del Monte Lemmon, Arizona, Estados Unidos.

## Designación y nombre
Designado provisionalmente como 2006 UE244.

## Características orbitales
2006 UE244 está situado a una distancia media del Sol de 3,034 ua, pudiendo alejarse hasta 3,300 ua y acercarse hasta 2,768 ua. Su excentricidad es 0,087 y la inclinación orbital 1,034 grados. Emplea 1930,56 días en completar una órbita alrededor del Sol.

## Características físicas
La magnitud absoluta de 2006 UE244 es 16,8.